# Szürkehomlokú zöldgalamb
A szürkehomlokú zöldgalamb (Treron affinis) a madarak osztályának galambalakúak (Columbiformes) rendjébe és a galambfélék (Columbidae) családjába tartozó faj.

## Rendszerezése
A fajt Thomas C. Jerdon brit zoológus és ornitológus írta le 1840-ben, a Vinago nembe Vinago affinis néven. Szerepelt a Pompadour-zöldgalamb (Treron pompadora) alfajaként Treron pompadora affinis néven is.

## Előfordulása
India nyugati részén honos. Természetes élőhelyei a szubtrópusi vagy trópusi síkvidéki esőerdők. Állandó, nem vonuló faj.

## Megjelenése
Testhossza 27 centiméter.
|  |  |

## Természetvédelmi helyzete
Az elterjedési területe nagyon nagy, egyedszáma ugyan csökken, de még nem éri el a kritikus szintet. A Természetvédelmi Világszövetség Vörös listáján nem fenyegetett fajként szerepel.